# Escape (альбом Энрике Иглесиаса)
«Escape» (рус. Избежать) — пятый студийный альбом испанского поп-певца Энрике Иглесиаса, выпущенный 30 ноября 2001 года на лейбле «Interscope». Из альбома было выпущено 5 синглов: «Hero», «Escape», «Love To See You Cry», «Don't Turn Off The Light», «Maybe». На специальных изданиях альбома записан бонус-трек «Hero» (MetroMix). В конце 2002 года альбом был переиздан. В новую версию альбома вошёл новый микс на песню «Maybe» — Mark Taylor Mix. А также дуэт с американским певцом Лайонелем Ричи, который также был выпущен синглом, «To Love a Women». Диск был продан тиражом более 10 млн экземпляров по всему миру.

## Об альбоме

### Запись альбома
Иглесиас выступил в роли автора либо соавтора каждого трека альбома. Первоначально альбом должен был выйти под названием «Don’t Turn Off The Light». В написании многих песен использовался тот же приём, что и в «Don’t Turn Off The Light». Также этот трек должен был стать первым синглом с альбома. Для альбома было записано много песен, которые не были включены в альбом. Одна из них "Baby Hold On».

### Выпуск и сертификация
Альбом дебютировал на 2-м месте в чарте «Billboard» — лучший результат для Иглесиаса в чарте. В первую неделю было раскуплено около 270 тыс. экземпляров альбома. После того как сингл «Hero» занял 1-е место в Великобритании, Иглесиас стал первым латиноамериканским певцом, чей альбом и сингл заняли 1-е в данной стране. Также альбом стал вторым по продажам в Великобритании в 2002 году, уступив первое место альбому Робби Уильямса «Escapology».Также альбом считается лучшим по продажам в Австралии.
Альбом был принят хорошо во всём мире. В Великобритании альбом был сертифицирован как трижды платиновый, в Америке как четырежды платиновый, в Ирландии как пять раз платиновый, шесть раз платиновый в Канаде, пять раз платиновый в Австралии, трижды платиновый в Индии, дважды платиновый в Германии. Также альбом получил золотые и платиновые статуса во многих странах мира.
Общий тираж продаж альбома — 10 млн экземпляров. Альбом является самым коммерчески успешным альбомом Иглесиаса.

## Список композиций
01. «Escape» (рус. Избежать) 
- Длительность: 3 мин. 28 с.
- Авторы: К. ДиоГуарди / Э. Иглесиас / С. Моралез / Д. Сигель
- Продюсеры: С. Моралез / Э. Иглесиас

02. «Don't Turn Off The Light» (рус. Не выключай свет) 
- Длительность: 3 мин. 47 с.
- Авторы: К. ДиоГуарди / Э. Иглесиас / С. Моралез / Д. Сигель
- Продюсеры: С. Моралез / Э. Иглесиас

03. «Love to See You Cry» (рус. Люблю видеть как ты плачешь) 
- Длительность: 4 мин. 07 с.
- Авторы: М. Тайлор / Э. Иглесиас / П. Берри / С. Точ
- Продюсеры: М. Тайлор / П. Берри

04. «Hero» (рус. Герой) 
- Длительность: 4 мин. 24 с.
- Авторы: М. Тайлор / Э. Иглесиас / П. Берри
- Продюсер: Марк Тайлор

05. «I Will Survive» (рус. Я переживу) 
- Длительность: 3 мин. 43 с.
- Авторы: К. ДиоГуарди / Э. Иглесиас / С. Моралез / Д. Сигель

06. «Love 4 Fun» (рус. Любовь как развлечение) 
- Длительность: 3 мин. 15 с.
- Авторы: К. ДиоГуарди / Э. Иглесиас / С. Моралез / Д. Сигель

07. «Maybe» (рус. Может быть) 
- Длительность: 3 мин. 14 с.
- Авторы: К. ДиоГуарди / Э. Иглесиас / С. Моралез / Д. Сигель
- Продюсер: Э. Иглесиас / С. Моралез

08. «One Night Stand» (рус. Одна ночь) 
- Длительность: 4 мин. 11 с.
- Авторы: М. Тайлор / Э. Иглесиас / П. Берри

09. «She Be the One» (рус. Она одна такая) 
- Длительность: 3 мин. 36 с.
- Авторы: М. Тайлор / Э. Иглесиас / П. Берри

10. «If the World Crashes Down» (рус. Если мир рухнет) 
- Длительность: 4 мин. 11 с.
- Авторы: Т. Мендез / Э. Иглесиас

11. «Escapar» (испанская версия «Escape»)
- Автор испанского текста: Ч. Гарсия

12. «No Apagues la Luz» (испанская версия «Don’t Turn Off The Light»)
- Автор испанского текста: Ч. Гарсия

13. «Héroe» (испанская версия «Hero»)
- Автор испанского текста: Ч. Гарсия

Бонус-трек на специальном издании:
14. «Hero» (MetroMix)
- Длительность: 4 мин. 17 с.

Бонус-треки на переиздании 2002:
15. «Maybe» (Mark Taylor Mix)
Длительность: 3 мин. 10 с.
16. «To Love a Women» (дуэт с Лайонелем Ричи)(рус. Любить женщину) 
- Длительность: 3 мин. 53 с.

## Позиции в чартах
| Год  | Чарт                    | Пиковая позиция |
| ---- | ----------------------- | --------------- |
| 2002 | Австралия               | 1               |
| 2001 | Соединённое Королевство | 1               |
| 2001 | США                     | 2               |